# Zygolophodon

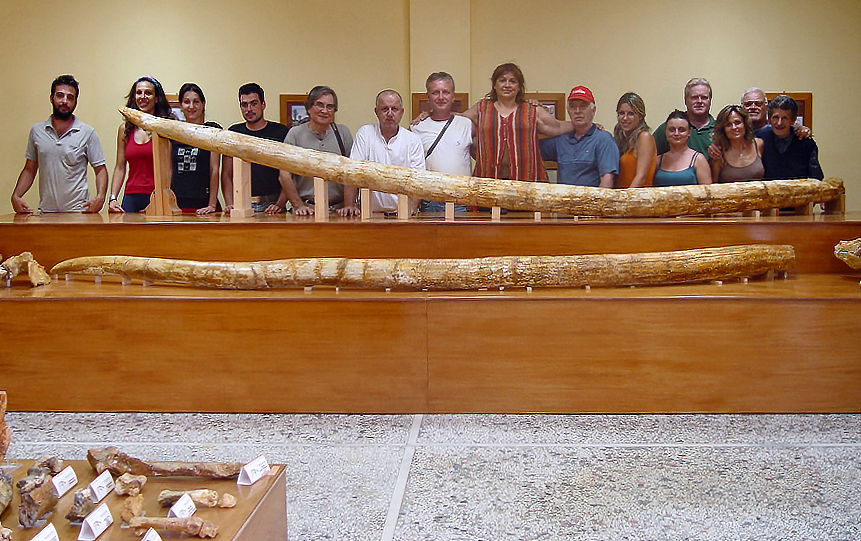
Presas de Zygolophodon tapiroides escavadas em Milia (Grécia)

Zygolophodon é um gênero extinto de mamutídeo sfricano, Asiático e Europeu que viveu desde o Mioceno até o Plioceno Superior.

## Taxonomia
O zigolofodonte pertence à família Mammutidae, cujo membro mais conhecido é o mastodonte americano. Zygolophodon tapiroides e Z. turicensis são conhecidos no Mioceno Médio-Central da Europa, enquanto Z. aegyptensis é conhecido no Mioceno Inicial do Egito, enquanto Z. lufengensis, Z. chinjiensis e Z. nemonguensis foram encontrados em Depósitos de mioceno no leste da Ásia.
Miomastodon era anteriormente sinônimo de Zygolophodon, mas aparentemente é um gênero distinto semelhante ao Gomphotherium em ter dentes bocodontes na bocodontia.